# نوئک
نوئک (Noekk) یک گروه موسیقی پراگرسیو دوم متال آلمانی است که با همکاری مارکوس استاک و توماس هِلم از گروه اِمپیوریوم بنیان گذاشته شد. از این گروه تا به امروز چهار آلبوم استودیویی و یک ئی‌پی منتشر شده‌است.